# Фридрих Лудвиг Вилхелм фон Щехов
Фридрих Лудвиг Вилхелм фон Щехов (на немски: Friedrich Ludwig Wilhelm von Stechow; * 2 април 1771 в Зехаузен в Бранденбург; † 19 януари 1839 или 1859 в Коцен в Бранденбург) е благородник от род Щехов в Бранденбург, пруски полковник, рицар на ордена Pour le Mérite.
Той е син на кралският пруски полковник Аренд Фридрих фон Щехов (* 4 юни 1720; † 27 март 1773), господар в Коцен, и Доротея Хилдбранд (* 18 октомври 1752; † 20 ноември 1811), дъщеря на Захариас Фридрих Постумус Хилдебранд (1711 – 1779) и Шарлота Доротея Гослер (1725 – 1787). Внук е на Фридрих Лудвиг Вилхелм фон Щехов (* 7 юли 1692 в Щехов; † 19 февруари 1771, Щехов). Баща му е брат на Йохан Фердинанд фон Щехов (1718 – 1778).
Фридрих Лудвиг Вилхелм фон Щехов влиза в пруската войска като офицер, участва в похода на Коалицията против революционна Франция (1792 до 1795) и се отличава в битката на 2/3 юли 1794 г. при Трипщат. Затова генерал-фелдмаршал Викхард фон Мьолендорф го предлага при крал Фридрих Вилхелм II да бъде награден с ордена Pour le Mérite.
Фридрих Лудвиг фон Щехов достига в пруската армия до ранг полковник. След това той управлява наследените си имоти в Коцен, Ринсмюлен и Щехов II, Вестхавеланд. Той умира в Коцен в Бранденбург на 19 януари 1839 г. (или 1859 г.).

## Фамилия
Фридрих Лудвиг Вилхелм фон Щехов се жени на 7 юни 1800 г. за фрайин Каролина фон дер Реке (1772 – 1835), дъщеря на фрайхер Карл Фридрих Леополд фон дер Реке (1746 – 1810) и графиня Каролина Отилия Фридерика фон Айкщедт-Петерсвалдт (1745 – 1808). Те имат децата:
- Хайнрих Едуард Густав фон Щехов (1806 – 1865), женен на 10 септември 1844 г. за Юлиана Шарлота Августа фон Фос (1822 – 1891); имат един син
- Аделхайд фон Щехов (* 25 септември 1807, Коцен; † 24 август 1868), омъжена I. на 17 август 1826 г. за Ернст Карл фон дер Декен, II. на 29 януари 1848 г. за 1. княз Княжество Плес Ханс Хайнрих X фон Хохберг (1806 – 1855), вдовецът на сестра ѝ Ида
- Ида фон Щехов (* 25 март 1811, Берлин; † 30 септември 1843, Луцерн), омъжена на 6 юни 1832 г. в Коцен за 1. княз Княжество Плес Ханс Хайнрих X фон Хохберг (* 2 декември 1806 в Берлин; † 20 декември 1855 в Берлин)